# Jeong
Jeong (hangeul : 정왕 ; hanja : 定王) (mort en 812) est le septième roi du royaume de Balhae en Corée. Il a régné de 809 à sa mort.